# Siergiej Netesanow
Siergiej Pietrowicz Netesanow (ros. Сергей Петрович Нетесанов; ur. 1 maja 1976) – rosyjski kulturysta, mistrz Rosji w kulturystyce.

## Życiorys
Ma starszego brata, Aleksieja (ur. 1972), który też jest kulturystą. Były żołnierz, walczył w kilku wojnach, między innymi Rosji z Czeczenią. W latach dziewięćdziesiątych służył w zespole operacyjnym 34 ОбРОН. Należał do Specnazu – rosyjskich służb specjalnych.
W 2016 został mistrzem Rosji w kulturystyce. W mistrzostwach kraju, organizowanych przez federacje NABBA i NAK (НАК РФ), zdobył złoty medal w kategorii generalnej.
W Otwartym Pucharze Rosji (2017) konkurował między innymi z Jewgienijem Ignatjewem. Zajął drugie miejsce na podium. Wiosną 2018 brał walczył o Puchar Centralnego Czarnoziemia w kulturystyce. Został brązowym medalistą w kategorii wagowej powyżej 90 kg. Jesienią 2020 zdobył dwa złote medale podczas Otwartych Mistrzostw Rosji w kulturystyce federacji WFF–WBBF, uzyskując tytuł mistrza kraju.
Uprawia sporty walki, lekkoatletykę i pływanie. Pracuje jako trener i instruktor kulturystyki. Uznawany za symbol seksu, jednego z najatrakcyjniejszych trenerów rosyjskich. Mieszka w mieście Penza, na zachodzie Rosji. Żonaty z Anną, ma dwie córki.

## Wybrane osiągnięcia
- 2016: Mistrzostwa Rosji w kulturystyce, federacja NABBA/NAK (НАК РФ), kategoria generalna mężczyzn − I m-ce[6]
- 2016: Mistrzostwa Rosji w kulturystyce, federacja NABBA/NAK (НАК РФ), mężczyźni powyżej 172 cm − IV m-ce[6]
- 2017: Otwarty Puchar Rosji w kulturystyce i fitness, kategoria kulturystyka − II m-ce[7]
- 2018: Puchar Centralnego Czarnoziemia (Кубок Черноземья) w kulturystyce, kategoria wagowa powyżej 90 kg − III m-ce[8]
- 2020: Otwarte Mistrzostwa Rosji w kulturystyce „Czerwony Listopad” („Red November”), federacja WFF–WBBF, kategoria Masters (powyżej 40 lat) – I m-ce[4]
- 2020: Otwarte Mistrzostwa Rosji w kulturystyce „Czerwony Listopad” („Red November”), federacja WFF–WBBF, kategoria sprawność fizyczna – mężczyźni – I m-ce[4]